# Грибовицька сільська рада (Іваничівський район)
Грибовицька сільська рада — адміністративно-територіальна одиниця та орган місцевого самоврядування у Іваничівському районі Волинської області з адміністративним центром у с. Грибовиця.

## Населені пункти
Сільській раді підпорядковані населені пункти:
- с Грибовиця

## Населення
Згідно з переписом УРСР 1989 року чисельність наявного населення сільської ради становила 973 особи, з яких 438 чоловіків та 535 жінок.
За переписом населення України 2001 року в сільській раді мешкали 933 особи.

### Мова
Розподіл населення за рідною мовою за даними перепису 2001 року:
| Мова       | Відсоток |
| ---------- | -------- |
| українська | 99,14 %  |
| російська  | 0,86 %   |

## Склад ради
Рада складається з 14 депутатів та голови.

## Керівний склад сільської ради
| ПІБ                          | Основні відомості                                                                              | Дата обрання | Дата звільнення |
| ---------------------------- | ---------------------------------------------------------------------------------------------- | ------------ | --------------- |
| Шимчук Олександр Зіновійович | Сільський голова, 1964 року народження, освіта, член Всеукраїнського об'єднання «Свобода»      | 26.03.2006   | 31.10.2010      |
| Шимчук Олександр Зіновійович | Сільський голова, 1964 року народження, освіта вища, член Всеукраїнського об'єднання «Свобода» | 31.10.2010   |                 |

Примітка: таблиця складена за даними джерела